# Rudolf von Rabe (Minister)
Karl Julius Rudolf Rabe, seit 1825 von Rabe, (* 15. Februar 1805 in Wriezen; † 7. Juli 1883 in Berlin) war ein deutscher Jurist und Politiker. Er war preußischer Beamter und Staatsminister.

## Leben
Rudolf war der Enkel des Karl Ludwig Friedrich Rabe und der Dorothea Elisabeth Christiane Möhring. Er war ein Sohn des am 17. Juni 1825 in den erblichen preußischen Adelsstand erhobenen Gutsbesitzers Karl Ludwig Heinrich von Rabe (1776–1852) und dessen Ehefrau Ernestine, geborene von Strachwitz und Geppersdorf (1778–1843). Der Vater war zudem  Kammerdirektor des Prinzen August von Preußen und fand als solcher bei Theodor Fontane in Fünf Schlösser Erwähnung.
Rabe studierte Rechtswissenschaften in Heidelberg und war seit 1822 Mitglied des Corps Saxo-Borussia. Ab 1830 war er als Assessor am Kammergericht in Berlin tätig. Im Jahr 1835 wurde er Regierungsassessor. Bis 1843 war er als Regierungsrat in Düsseldorf tätig. Danach wechselte Rabe im Range eines Geheimen Finanzrates in das preußische Finanzministerium. Im Jahr 1847 wurde er zum Geheimen Oberfinanzrat und Ministerialdirigenten befördert.
Zwischen 1849, Ernennung am 24. Februar des Jahres, und 1851 amtierte er als preußischer Finanzminister. In den folgenden Jahren scheiterten mehrere Versuche der Weiterverwendung. So wurde er unter anderem für den Posten des Oberpräsidenten der Provinz Pommern oder als Chef-Präsident der Oberrechnungskammer gehandelt. Im Jahr 1856 wurde er zum Wirklichen Geheimen Rat befördert, gleichzeitig gab es eine Pensionssache Rabe.
Zwischen 1862 und 1868 war er Präsident der Hauptverwaltung der Staatsschulden. Danach war Rabe Mitglied der statistischen Zentralkommission im preußischen Innenministerium. Im Jahr 1849 war von Rabe Mitglied der Ersten Kammer des Preußischen Landtages. Seit 1860 war er Mitglied des Preußischen Herrenhauses.
Rabe hatte sich am 12. September 1842 in Weilar mit Hildegard von Boyneburg (1824–1848) verheiratet. Aus der Ehe gingen zwei Söhne hervor:
- Karl (1843–1921), preußischer Oberst, Rechtsritter des Johanniterordens ⚭ 1881 Alexandra verwitwete von Rundstedt, geborene Freiin von Humboldt (1851–1909)
- Rudolf (1844–1931), preußischer Generalleutnant

Beide Söhne, so wie auch die Neffen Erich von Rabe und Oskar von Rabe gingen als Zöglinge auf die Ritterakademie Brandenburg. Karl und Rudolf jun. schlugen zunächst eine Offizierslaufbahn ein und gründeten dann eine eigene Familie, Karl erwarb für die Familie das Gut Groß Silber bei Reetz. Rudolf von Rabe war zuletzt Vizepräsident des Kaiserlichen Automobilclubs und saß im Repräsentanten-Ausschuss des Berliner Union-Klubs. Der Sohn Rudolf von Rabe war wie sein Bruder Karl Rechtsritter des Johanniterordens.
Seine Schwester Ernestine (1802–1866), verwitwete von Warburg, war in zweiter Ehe mit dem Generalmajor Wilhelm von Fircks liiert. Der General Wilhelm von Fircks war sein Cousin.